# NGC 105
NGC 105 је спирална галаксија у сазвежђу Рибе која се налази на NGC листи објеката дубоког неба.
Деклинација објекта је + 12° 53' 1" а ректасцензија 0h 25m 16,9s. Привидна величина (магнитуда) објекта NGC 105 износи 13,1 а фотографска магнитуда 13,9. Налази се на удаљености од 64,3000 милиона парсека од Сунца. NGC 105 је још познат и под ознакама UGC 241, MCG 2-2-8, CGCG 434-9, IRAS 00226+1236, PGC 1583.